# このSを、見よ! クピドの悪戯
『このSを、見よ! クピドの悪戯』（このエスを みよ クピドのいたずら）は、北崎拓による日本の漫画。北崎のオムニバス恋愛漫画シリーズ〈クピドの悪戯〉の連載5作目（読切通算7作目）となる。
『週刊ビッグコミックスピリッツ』（小学館）にて、2009年42号より2013年20号まで連載された。単行本は全15巻。
エナツの祟りの2020年の新曲『無敵シュプレヒコール～このSを、聴け!～』とコラボレーションを行う。ジャケットとMVに本作品の画像が用いられている。
医学監修は『Dr.コトー診療所』の監修などをてがけた茨木保。

## あらすじ
子供の頃のトラウマから、尻にある痣（スティグマ）を気にしている鵜守田倫。そのことが原因で人前で裸になることができず、22歳になった今でも女性と関係を持ったことがなかった。
倫の幼馴染であり、幼少期には倫の痣を見つけてからかい、彼にトラウマを植え付けた張本人でもある斑鳩真琴の実家のケーキ屋で見習いを始めて４年が経ったある日、倫はいつものようにもう一人の幼馴染、そして初恋の相手である泉宮千鶴に会うため彼女の職場へ赴く。そこで千鶴を待っている間に夜間の見回りに来ていた看護師、鴨門あゆ美から不審人物として追われてしまう。逃走中に階段から落下してしまった倫は、不本意ながらも鴨門から手当てを受けることに。しかし、倫の尻にある痣を見た途端に彼女の態度は急変し、倫に対して欲情し始める。
自分の尻の痣に、女を自分に対して欲情させる効果があることを知った倫。真琴の友人である鷲尾崇子との出会いから、倫の淡い初恋や彼の運命、そして彼を取り巻く人々の運命さえも全てが狂い始める。

## スティグマについて
倫の左臀部に生まれつきある痣。火焔太鼓のような形状をしており、中央下部には人の顔のような模様がある。スティグマが力を発揮するときは、その顔がニヤリと笑う描写がなされる。倫の父、睦実も同じ痣を右腕に持っているため遺伝すると思われる。大やけどなどで消そうとしても、その度体の他の所に現れるため体から消すことは出来ない。

### スティグマの力について
倫のスティグマを女性が見ると、瞬間的に強烈な肉欲を感じ、倫を肉体的にも精神的にも求めるようになる。倫に触れられるだけで絶頂を迎えることもあり、セックス中はこの上ない幸福感と絶頂感に襲われる。ただし、精神依存度と肉欲の感じ方には女性側の性格や性体験によって個人差がある。
スティグマには以下のような法則が存在する。
- 初潮前と閉経後の女性には効果がない。生理がある女性なら、処女、非処女に関係なく効果がある。
- 人間以外の動物には効果がない。
- 実物を見せないと効果がない。例えば液晶画面に映したスティグマを見せても無効。
- 倫がペニスを挿入し1度でも抜いてしまうとスティグマの効果はなくなり、再度スティグマを見せても何も起こらない。
- 挿入の際のコンドームの有無は関係ない。
- セックスをしないうちは、日数が経過しても効果が失われることがない。
- スティグマの力にかかった女性には、身体のどこかに三日月状のアザができる。アザができる場所は人によりさまざま。スティグマの効果がなくなるとアザも消える。

また、倫と睦実のスティグマの能力は共有しており、倫のスティグマの効果に掛かった女性に対して睦実が効果を解放することもできる。また倫のスティグマの効果で関係を持った女性には睦実のスティグマの効果は起こらない。

## 登場人物
主要人物の氏名には鳥の名前が入っている。
鵜守田 倫（うすだ りん）
主人公。22歳。ケーキ職人として洋菓子店La Colombeで修行している。
千鶴とは同じ団地にかつて住んでいたご近所さん、真琴とは同じ産院で生まれたときからの幼馴染み。
左の臀部にある痣（スティグマ）を幼い頃に笑われたことがトラウマとなり、以来尻を隠す生活を続ける。そのため左手で尻を押さえる仕草が癖となっている。人前でパンツを下ろすことに極端にプレッシャーを感じ、女性の前でもそれは同じでずっと童貞だった。高校の修学旅行の入浴時に尻を晒す決意でいたが、プレッシャーに負けて嘔吐。ゲロ倫から「ケロリン」というあだ名をつけられる。
スティグマの力を知ったとき、最初はその力を利用して意中の相手を落とそうとした。しかしスティグマの呪い中とそれが解けた後の自分に向けられる気持ちの落差から心を傷つけ、理由なく自分から力を使うことを控えるようになった。
千鶴にずっと初恋の呪縛による恋心を抱き続けていたが、それを彼女から拒絶されてきたため、諦めて何度か他の女性と恋人になろうとするが、スティグマのためそれらを全て失う。
最後は千鶴を救うために彼女にスティグマの呪いを掛け2人だけの世界に。
最終話では、パテシィエ修行のために千鶴と共にフランスに滞在中。
泉宮 千鶴（いずみや ちづる）
ヒロイン。30歳。鳳城総合病院の産婦人科に勤務する女医。倫の初恋の相手であり想い人でもある。酒は弱い。結婚願望と性欲は強いらしい。
15歳のとき、父親が倫の母と心中と見える事故死するという経験をする。その後祖母に引き取られ長野に行き、倫とは離れ離れに。大学進学で東京に、研修医時代に神奈川に戻り倫と再開する。
性にだらしない父親や嫉妬に狂う母親の姿を見たことがトラウマとなり、極端な男性不審に陥る。何度も男性を紹介して貰い付き合おうとするが、身体が拒否反応を示し高熱を出したり吐き気を催すため、最後には紹介すらして貰えなくなった。ただし学生時代から絶えず男性からのお誘いはあり続け、酔い潰されて手を出されそうになった経験もあるが、それすら頑強にはね除けてきた。そのため未だ男性経験がない。
幼少の頃から倫の存在だけをずっと心の支えにして生きてきた。祖母に引き取られて倫と離れる際キスをして必ず迎えに来ると初恋の呪いを掛ける。そのため男性に対して拒絶反応が出る千鶴だが、倫に対してだけはそれがない。だが心と裏腹に倫に対していつも近づく度に突き放すという愛情表現しか出来ない。
箱根で倫とお互いの気持ちを確かめ合うことが出来たが、祖母の入院費用の問題があるため結ばれずに終わる。
祖母の入院費用のため鳳慎也と愛のない結婚をしたものの、性交渉はないまま睦実の企てにより離婚。
鳳慎也との結婚生活中のトラウマのため、肉体的に倫に対してですら拒絶反応を示すようになる。
愛し方を知らない彼女は倫に最後の呪縛を残して自殺しようとするが、それを止めるための倫のスティグマの力に掛かり、それが解かれることのないまま、倫との2人だけの世界という形で共に生きていくことになる。
斑鳩 真琴（いかるが まこと）
もう1人のヒロイン。22歳の大学生で、洋菓子店La Colombeの1人娘。倫、千鶴と幼馴染み。7歳の時に倫の痣を見て大笑いし、倫にトラウマを植えつけた張本人。千鶴からは「マコちゃん」、崇子からは「ガーコ」と呼ばれている。崇子と関係を持つこともあるが、バイセクシュアルというわけではない模様。
何でもそつなくこなすが、それ故恋愛も含めて何一つ本気になったことがなく、そのためか就活でも苦戦する。
幼馴染みである倫の恋路を応援する立場だったが、あるきっかけで自分の倫に対する想いに自信が持てなくなり、自らスティグマを見てしまう。現実と肉欲のギャップに悩みながら、その中で倫への想いを自覚する。スティグマの力に掛かっていない振りをしながら結ばれようとするが、その直前にそれがバレ気持ちを疑われる。
千鶴のために全てを捨てる覚悟をした倫がその精算のためにセックスをした際終わった後、スティグマの力が解け倫に対する気持ちを失ったかのような素振りをして、倫が心置きなく千鶴の元に向かえるようにする。だがその後、スティグマの力による偽りの気持ちだっただろうとからかう崇子に対して、「一生に1度かもしれないけど本気で人を愛せた」と涙する。
最後は崇子のプロデュースで洋菓子店La Colombeを新装開店して経営している。
鷲尾 崇子（わしお たかこ）
真琴の大学の友人。関西弁で話す。高飛車な性格で負けず嫌い。レズビアンで女性経験はあったものの処女だった。飲み会で倫のスティグマを偶然見て力にかかり、倫と初体験を持つ（倫の初体験の相手でもある）。関係後一旦は倫と距離を置くが、再接近し彼女然として振る舞い倫の力を利用して富や人脈を得ようとする。
真琴が恋愛対象として好きなようである。
鴨門 あゆ美（かもん あゆみ）
鳳城総合病院に勤務するナース。倫の治療中偶然スティグマを見たことにより、スティグマの力に掛かった最初の女性となる。
倫とセックスをしていないが、スティグマの力に溺れて自分を見失うことなく、むしろ寸止め状態を楽しんでいる節がある。巨乳で性戯に長け、性に関しては開放的。
倫の千鶴に対する想いを知っていて協力的に振る舞い、睦実の企てにも協力する。
睦実がスティグマの呪いを解くことを提案するが、愛のないセックスはしないと断ったため、最後までスティグマの力は解けていない。
単行本巻末の作者コメントで「令子と並んでもっともできた人」「カッコいい女」と評されている。
青井つぐみ（あおい つぐみ）
倫のスティグマの力に2番目に掛かった2人連れの1人。メールなどで倫にアプローチしていたが、着信拒否後倫に忘れられていた。そのためスティグマの力が彼女を蝕んでいき、倫のストーカー化する。力が解けた後は元カレとよりを戻したようである。
リサ・トキワ
鳳城総合病院内のグループホームに勤務する介護士。ブラジル生まれのクォーター。鳳と付き合っていたが、二股を掛けられていたのを知り自殺未遂を起こす。自殺を止めるための崇子の提案でスティグマを見せられて力に掛かる。関係後は倫の説得もあり、失恋から立ち直って介護士を続けている。
鴨門から（性的に）アヤしい日本語とアクションを教わった。
三砂 真実（みさご まみ）
崇子と同じゼミに所属する大学生。有名ブティックでアルバイトをしており、芸能人とも交流がある。大学に入学早々男漁りを励んでいたことで、崇子からは忌み嫌われていた（本人は気づいていない）。現在は結婚間近の彼氏がいる。崇子の策略でスティグマを見させられ倫と関係を持ったが、事後はあっさり割り切っていた。
黒尾 ケイ（くろお ケイ）
現役国立大生の知性派モデル。報道番組のキャスターを務めていて現在ブレイク中。三砂の勤めるブティックの常連。崇子の策略で三砂のホームパーティーに呼ばれ、スティグマの力にかかる。後に倫を誘惑するが、関係は持っていない。
阿比留 みお（あびる みお）
アイドルユニットAKS74の中心メンバー。ピンでも写真集やDVDがとても売れているトップアイドル。黒尾ケイの友人で、三砂の勤めるブティックの常連客。黒尾と同じく、三砂のホームパーティーでスティグマの力にかかる。柔道の有段者。
桂 冬美（かつら ふゆみ）
経済評論家にして働く現代女性のオピニオン・リーダー。黒尾ケイのブレーン役で持ちつ持たれつの関係。名声を得るために崇子が利用しようと画策したが、既に閉経を迎えておりスティグマの力にかからなかった。
鳳 慎也（おおとり しんや）
鳳城総合病院の経営者の息子で同病院副院長。千鶴の大学の先輩で千鶴の婚約者。プレイボーイだが自分になびかない千鶴に対して妄執的な執着を持つ。高校時代は現在の姿とはかけ離れた肥満体でモテないアイドルオタクだった。その当時純粋な気持ちで千鶴と接点を持ち、その後文通をしていた。お金や嘘やみせかけで女が平気でなびくのを体験し、逆に純粋な想いなどないんだと憎悪を抱くことの裏返しとしてプレイボーイになったようである。千鶴の大学入学時再会するが、千鶴は父親と同じ臭いを感じ距離を取られる。千鶴の倫への想いが消えないことを知り、彼女に対して歪んだ愛憎を抱えながら接する。千鶴と結婚後も性交渉はせず歪んだ気持ちをぶつける。睦実の企てによる離婚後、激太りして昔の体型に戻ったらしい。
泉宮 初江（いずみや はつえ）
千鶴の父方の祖母。水商売をして茂を育てた。母に捨てられ父を亡くした千鶴を引き取り、大学まで出してくれた。倫が生まれるきっかけを作る。
茂を出産時に子供を作れない体になっており、睦実のスティグマを見ても力に掛からなかった。
現在は認知症が進んでおり人をキチンと認識できない状態である。バロー病という難病に掛かりそのため毎月高額な費用が掛かることが千鶴が鳳との結婚を断れない原因である。
鵜守田 睦実（うすだ むつみ）
倫の父。息子と同じ痣（スティグマ）の能力を右腕に宿している。幼少時から周りの女性がスティグマの力にかかって欲情され、犯されていた。自分の母親もその力にかかってしまい、絶望した母親は自殺、鬱屈した少年時代を過ごす。
大学時代は、スティグマの力を自分の性欲を満たしたり、女性を思うのまま操るために使用していた。ある日、千鶴の父親である泉宮茂に女性を性奴隷にしているところを目撃されて以来、睦実のもつスティグマの不思議な力に興味をもった茂に付きまとわれるようになる。その力を実証するために、同じ大学の女子大生タレントにスティグマを見せ、放送中に茂の名指しで乳房を晒させた。茂は後に千鶴の母となる千恵子と付き合っており、茂、千恵子と共にいったカフェで、後に妻となる神取玲子に出会い、腕を骨折させられてしまう。その後、茂と令子とで「男の友情」で結ばれる関係を作っていた。性同一性障害である令子と心の持ちように相通ずるものを感じ、スティグマの力にかかった令子と同棲を始める。そののち、結婚して倫が生まれることとなる。
ぶっきらぼうで令子曰く「人の弱点を突くことが天才的」な皮肉屋だが、「男」を押し殺してまで「倫の母」となってくれた令子と倫の存在が自分を人間にしてくれたと感謝している。
倫が22歳までスティグマの力を自覚がなかったのは単に見られなかったからではなく、その度に睦実が『息子の尻拭い』役として処理していたためのようである。倫が力を認識後以降も（=継続して尻拭い役を務め）掛けた呪いを消して回っている。
「愛する存在」として倫が誕生したことを語り、倫と千鶴が結ばれることを陰から助ける。だがあのような形で結ばれたことに対しては複雑な思いがあるようである。
鵜守田 令子（うすだ れいこ） / 神取 令子（かんどり れいこ）<旧名>
倫の母。16歳の時に家出し、上京して以来アルバイトをして生計を立てていた。働いていたカフェで睦実に出会い、睦実が千恵子を泣かせたことに怒り、睦実の腕の骨を折ってしまう。警察沙汰にしないよう睦実に頼む代わりに、入院中毎日ケーキを届けていた。
実は性同一性障害で、性格は茂曰く「男三人のうちでむしろ一番男らしい」とのこと。「むっちゃんの居場所になる」といって、自分から進んでスティグマの力にかかった。
スティグマの力を解く時「愛する存在」を残すことを決め倫を出産する。
倫を救うために茂と共に乗り込んだ車で一緒に死亡する。
泉宮 茂（いずみや しげる）
千鶴の父。睦実・令子の本当の関係を知る唯一の友。
女好きだが、本当は水商売をしていた母への屈折した想いから、女性を軽蔑・憎んでいることの裏返しであることがその大きな一因のようである。
睦実・令子との「男の友情」を心の支えとしており、母への愛憎と千絵子・千鶴から向けられる軽蔑で心が歪んでいくことに内心苦しんでいた。
倫と千鶴が結ばれれば3人はずっと一緒に居られると令子に言われたことに救いを見出すが、その直後、倫を救うために令子と共に乗り込んだ車で一緒に死亡する。
<旧名>麻城 千絵子（あさぎ ちえこ）
千鶴の母。泉宮茂と千鶴を儲け結婚した。だが茂の女遊びが治らないので、千鶴が10歳の時に男を作り千鶴を捨てて家を出る。その後再婚し、2人の娘を儲ける。そちらの家庭は上手く行っているようだが、千鶴には相変わらず少女のようで無神経だと評されている。偶に千鶴とは会っているが、深い会話はなく厄介事からは目を逸らしている。茂が令子を愛していたと思い、令子を憎んでいる。
斑鳩夫妻
真琴の父母。おかみさんの名前は珠緒（たまお）。洋菓子店La Colombeを夫婦で経営している。令子もここで働いていた。倫は幼い頃より真琴と共に店内に出入りしており、お菓子職人を目指すきっかけになる。その後親方に弟子入りして修行していた。親方が脳梗塞で倒れたことが、倫と真琴との関係が進むきっかけになる。おかみさんと令子とは病院でベッドが並んで以来の友人で、親方と共に倫のことを息子の様に見守っている。
彩（あや）
千鶴の中学時代の同級生で友人。高校時代も連絡を取り合っており、大学生・社会人になっても友人関係は続いている。現在は製薬会社に勤めている。
麻生 沙也子（あそう さやこ）
千鶴の大学時代からの友人。『クピドの悪戯』シリーズ前作の『さくらんぼシンドローム』のヒロイン。前作の最後の7年前の設定で前作の主人公・阿川とはまだ結婚してはいないが、2人で腹をくくったことを語っている。

## 書誌情報
- 北崎拓『このSを、見よ! クピドの悪戯[注 2]』小学館〈ビッグコミックス〉、全15巻
  1. 2010年2月3日初版第1刷発行（1月29日発売[小 1]）、ISBN 978-4-09-182818-7
  2. 2010年5月3日初版第1刷発行（4月28日発売[小 2]）、ISBN 978-4-09-182818-7
  3. 2010年8月4日初版第1刷発行（7月30日発売[小 3]）、ISBN 978-4-09-183277-1
  4. 2010年11月3日初版第1刷発行（10月29日発売[小 4]）、ISBN 978-4-09-183485-0
  5. 2010年12月30日初版第1刷発行（12月25日発売[小 5]）、ISBN 978-4-09-183617-5
  6. 2011年4月4日初版第1刷発行（3月30日発売[小 6]）、ISBN 978-4-09-183697-7
  7. 2011年7月5日初版第1刷発行（6月30日発売[小 7]）、ISBN 978-4-09-183850-6
  8. 2011年10月5日初版第1刷発行（9月30日発売[小 8]）、ISBN 978-4-09-184066-0
  9. 2012年1月1日初版第1刷発行（前年12月27日発売[小 9]）、ISBN 978-4-09-184189-6
  10. 2012年4月4日初版第1刷発行（3月30日発売[小 10]）、ISBN 978-4-09-184314-2
  11. 2012年7月4日初版第1刷発行（6月29日発売[小 11]）、ISBN 978-4-09-184519-1
  12. 2012年10月3日初版第1刷発行（9月28日発売[小 12]）、ISBN 978-4-09-184665-5
  13. 2013年2月4日初版第1刷発行（1月30日発売[小 13]）、ISBN 978-4-09-184853-6
  14. 2013年5月5日初版第1刷発行（4月30日発売[小 14]）、ISBN 978-4-09-185188-8
  15. 2013年8月4日初版第1刷発行（7月30日発売[小 15]）、ISBN 978-4-09-185375-2